# Altier (rivière)
Pour les articles homonymes, voir Altier.
L'Altier est une rivière française qui coule dans le département de la Lozère, en ancienne région Languedoc-Roussillon donc en nouvelle région Occitanie. Rivière typique du massif des Cévennes, c'est un affluent du Chassezac en rive droite, donc un sous-affluent du Rhône par l'Ardèche.

## Géographie
De 39 km de longueur, l'Altier prend sa source en face nord du mont Lozère (1 699 m), à 1 600 mètres d'altitude, près du sommet de Finiels, sur la commune de Mas-d'Orcières (Lozère). Il rejoint le Chassezac à Pied-de-Borne, un peu en amont du confluent de la Borne avec le Chassezac.
Son bassin versant fait partiellement partie du parc national des Cévennes.

### Communes traversées
L'Altier coule entièrement dans le département de la Lozère, où il traverse ou longe les sept communes de Mas-d'Orcières, Cubières, Altier, Pourcharesses, Villefort, Prévenchères et Pied-de-Borne.
L'Altier traverse un seul canton, le canton de Saint-Étienne-du-Valdonnez, dans l'arrondissement de Mende.

### Bassin versant
- A vol d'oiseau, sa source se trouve à seulement 5 km de celle du Tarn et 9 km de celle du Lot.
- Près de sa source, l'Altier traverse la commune de Cubières, où se trouve la source du Lot, grand affluent de la Garonne qui coule vers l'Atlantique. Les deux rivières passent à environ un kilomètre l'une de l'autre.

## Affluents
Ses affluents principaux sont le ruisseau de Paillère qui conflue à Villefort en rive droite, et le ruisseau de Pomaret, aussi appelé "la Lozère", qui conflue aux rochettes basses sur la rive gauche.

## Hydrologie

### L'Altier à Altier
Le débit de l'Altier a été observé pendant une période de 40 ans (1969-2008), à Altier, localité du département de la Lozère, située à près de vingt kilomètres de distance du confluent avec le Chassezac. Le bassin versant de la rivière y est de 103 km2, c'est-à-dire plus ou moins les deux tiers de la totalité de ce bassin. L'important débit de son affluent principal appelé « ruisseau de la Paillère » est de ce fait exclu des chiffres qui suivent.
Le module de la rivière à Altier est de 3,47 m3/s.
L'Altier présente des fluctuations saisonnières de débit assez importantes. Les hautes eaux se déroulent de l'automne au printemps, et portent le débit mensuel moyen à un niveau situé entre 3,63 et 5,31 m3/s, d'octobre à mai inclus. Cette période comporte deux sommets, le premier en novembre (5,31 m3/s - pluies d'automne), le second en avril et mai (4,77 et 4,74 m3/s - pluies de printemps et fonte des neiges). Les basses eaux ont lieu en été, de fin juin à début septembre, avec une baisse du débit moyen mensuel atteignant 0,468 m3/s au mois d'août.

### Étiage ou basses eaux
Le VCN3 peut chuter jusqu'à 0,130 m3/s, en cas de période quinquennale sèche, soit 130 litres par seconde.

### Crues

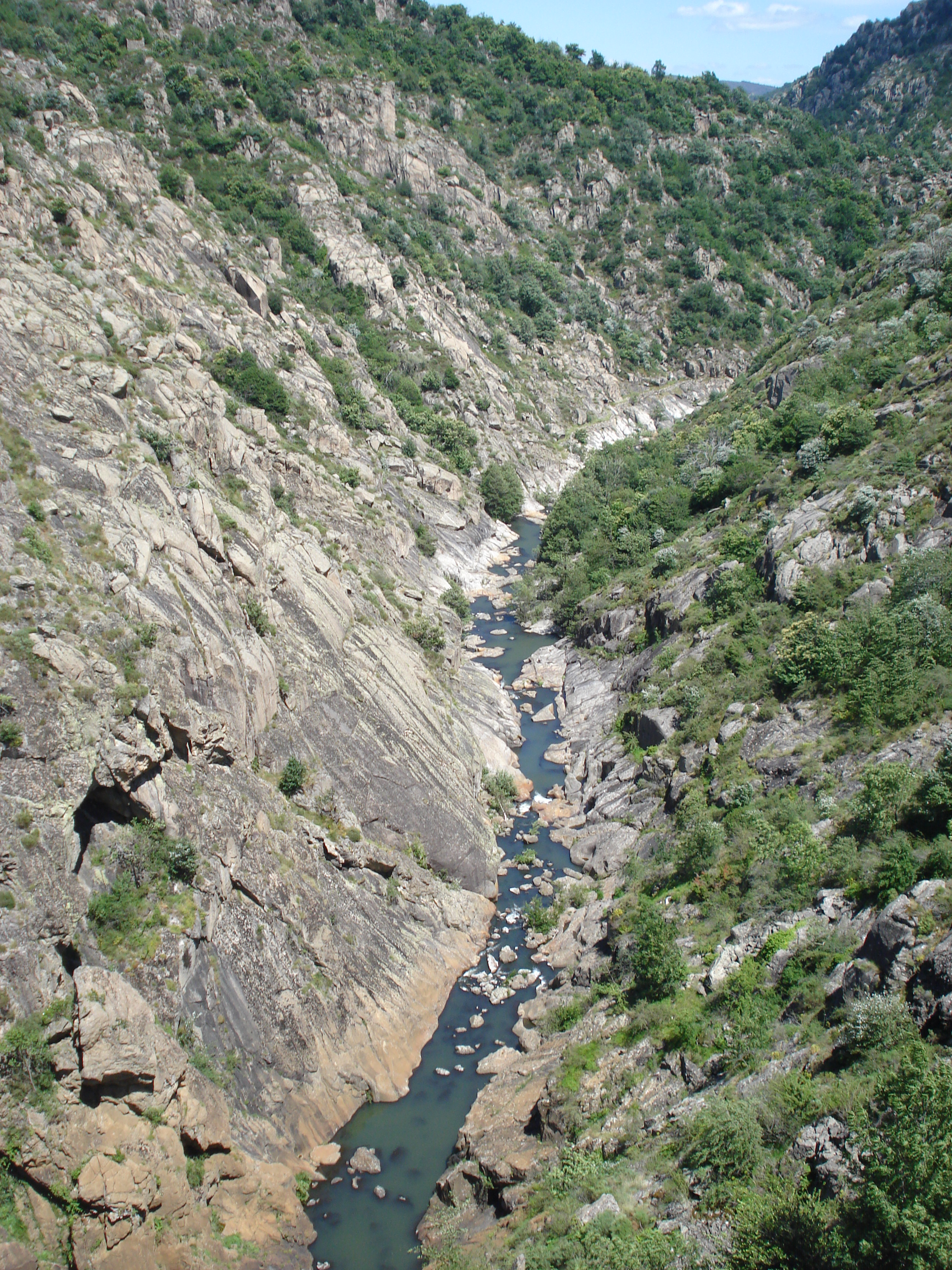
L'Altier à sa sortie du barrage du lac de Villefort.

D'autre part, les crues peuvent être extrêmement importantes. Les QIX 2 et QIX 5 valent respectivement 120 et 220 m3/s. Le QIX 10 vaut 280 m3/s, tandis que le QIX 20 se monte à 340 m3/s. Le QIX 50 est de 410 m3/s.
Le débit instantané maximal enregistré à Altier a été de 960 m3/s le 1er septembre 1980, tandis que la valeur journalière maximale était de 190 m3/s le 21 septembre de la même année. En comparant le premier de ces chiffres aux valeurs des différents QIX de la rivière, cette crue était largement supérieure à la crue cinquantennale prévue par le QIX 50, et donc tout à fait exceptionnelle.

### Lame d'eau et débit spécifique
La lame d'eau écoulée dans le bassin de l'Altier est de 1 068 millimètres annuellement, ce qui est très élevé, trois fois supérieur à la moyenne d'ensemble de la France, mais supérieur aussi à l'ensemble du bassin du versant du Rhône (670 millimètres/an à Valence). Le débit spécifique (ou Qsp) atteint dès lors le chiffre très élevé de 33,8 litres par seconde et par kilomètre carré de bassin.

## Curiosités
- Le lac Bayard ou lac de Villefort est le résultat de la construction du barrage de Villefort sur l'Altier. Sa superficie est de 127 hectares, et sa capacité de 37 millions de m3. L'eau de la retenue alimente l'usine hydroélectrique de Pied-de-Borne. Le viaduc ferroviaire de l'Altier enjambe la retenue.
- La source de l'Altier se trouve à vol d'oiseau à seulement 4,9 km de celle du Tarn et à 9,90 km de celle du Lot deux grands cours d'eau du bassin de la Garonne. Un peu plus loin, sur la commune de Cubière, l'Altier et le Lot passent a environ 1 km l'une de l'autre.